# Eino Ahonen
Eino Matti Ensio Ahonen, född 21 maj 1941 i Kiuruvesi, är en finländsk grafiker och tecknare. 
Ahonen studerade 1958–1960 vid Åbo ritskola, genomgick Aukusti Tuhkas grafikkurs 1960–1962 och höll debututställning i Åbo 1959. Han skildrar i sina satiriska etsningar krig, religion, politiska händelser och dryftar människans relationer till bland annat naturen och sexualiteten genom att använda djärva symboler samt ofta bisarra och komiska effekter. Ahonens motiv har inte sällan en litterär bakgrund och han har även själv framträtt som författare till dikter och prosa. 